# Дикий рис
Дикий рис (оджибве: manoomin, манумін; також званий зизанією, канадським рисом, індіанським рисом або водяним вівсом) — це будь-який з чотирьох видів злаків, які утворюють рід Zizania, і зерно, яке можна зібрати з них. Історично дикий рис збирали і вживали як їжу і в Північній Америці, і в Китаї, але в Китаї дещо менше, там, натомість, у їжу використовується стебло рослини як овоч.
Хоча назва дикий рис доволі поширена в світі, рослина не є споріднена з відомою культурною рослиною рисом — рисом посівним (Oryza sativa) та рисом африканським (Oryza glaberrima). Зерна дикого рису мають волокнисту зовнішню оболонку та ніжну внутрішню частину, яке має трохи трав'янистий смак.
Рослини ростуть на мілководді в невеликих озерах і струмках з повільною течією; часто над водою піднімається тільки супліддя дикого рису. Зерно їдять качки та інші водні дикі тварини.

## Види
Три види дикого рису походять з Північної Америки:
- Дикий рис північний (Zizania palustris) є однорічною рослиною родом із регіону Великих озер Північної Америки, акваторії регіонів Бореальних лісів Північного Онтаріо, Альберти, Саскачевану та Манітоби в Канаді та Міннесоти, Вісконсина, Мічиґану та Айдаго в США.
- Дикий рис (Z. aquatica), також однорічний, росте по річці Святого Лаврентія і в штаті Флорида [6], а також на узбережжі Атлантичного океану та Мексиканської затоки в США.
- Дикий рис техаський (Z. texana) — багаторічна рослина, що трапляється лише на невеликій території вздовж річки Сан-Маркос у центральному Техасі.

Один вид родом з Азії:
- Дикий рис маньчжурський (Z. latifolia ; неправильний синонім: Z. caduciflora) — багаторічна рослина родом із Китаю.

Техаський дикий рис перебуває під загрозою зникнення через втрату відповідного середовища проживання в обмеженому ареалі та через забруднення. Пилок техаського дикого рису може подорожувати лише близько 30 дюймів від материнської рослини. Якщо пилок не потрапляє на сприйнятливу жіночу квітку в межах цієї відстані, насіння не утворюється. Маньчжурський дикий рис майже зник з дикої природи у своєму рідному ареалі, але був випадково занесений у дику природу в Новій Зеландії і вважається там інвазивним видом.

## Використання в їжу

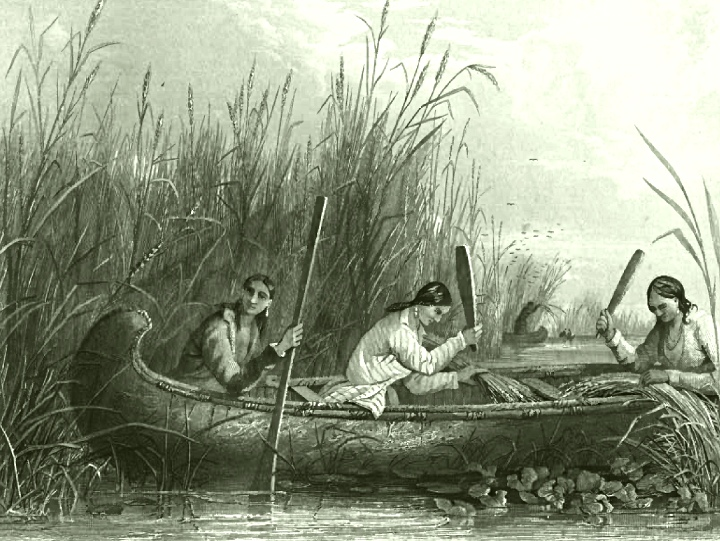
Збирання дикого рису

У якості зерна найчастіше збирають однорічні види роду зизанія: зизанія болотяна (Zizania palustris) та зизанія водна (Zizania aquatica). Перший, хоча зараз одомашнений та вирощуваний на комерційній основі, все ще часто збирають на озерах традиційним способом, особливо корінними народами Північної Америки; останній також широко використовувався в минулому.

### Використання корінними американцями
Корінні мешканці Америки та інші збирають дикий рис прямо у свої човни. Пливучи в каное вздовж заростей дикого рису, вони нагинають дозрілі суцвіття до човна та за допомогою двох малих дерев'яних дощечок, які називають «молотилками» або «ціпами», обмолочують насіння в човен. 
Одна людина збирає (або «обмолочує») рис у каное, а інша повільно веслує або посуває човен, відштовхуючись жердкою від дна. Рослини не б'ють молотилками, а лише м'яко потирають дощечками, щоб вилущити стигле зерно. Деяке насіння падає на мулисте дно і проростає пізніше протягом року. Розміри молотилок, як і інші деталі, прописані державним і племінними правилами. Згідно зі статутом штату Міннесота, молотилка має бути не більшою ніж 2,5 см діаметром, 76 см довжиною і важити не більше 450 г.

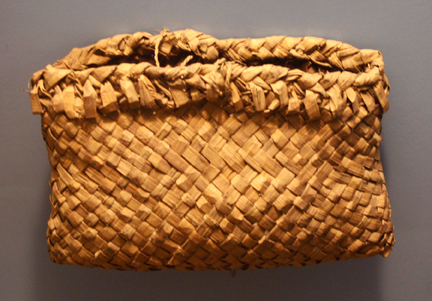
Сумка оджибве для зберігання дикого рису, виготовлена з кори туї, Американський музей природної історії

Деякі індіанські культури, такі як оджибве, вважають дикий рис священним компонентом своєї культури. Люди оджибве називають цю рослину manoomin, що означає «збирання плоду». У 2018 рік народи Білих Земель з оджибве надали manoomin певне право (це можна порівняти з правами природи або наданням правової суб'єктності), в тому числі право на існування і процвітання; У серпні 2021 року оджибве подали позов від імені дикого рису, щоб зупинити нафтопровід Enbridge Line 3, який ставить під загрозу середовище проживання рослини.
Племена, які історично збирали урожай Zizania aquatica, - це дакота, меноміні, месквакі, оджибве, крі, омаха, понка, томпсон і хо-чанк (віннебаґо). Корінні люди, які використовували Zizania palustris, - це оджибве, оттава/одава і потаватомі. Способи приготування варіювалися від тушкування зерен з бульйоном з оленини та/або кленового сиропу, приготування з нього начинок для диких птахів або навіть приготування на парі до солодощів, таких як листковий рис, або рисового пудингу, підсолодженого кленовим сиропом. Для цих етнічних груп урожай дикого рису є важливою культурною (і часто економічною) подією. Плем'я Oma͞eqnomenew (Menominee) було названо Omanoominii сусідніми оджибве на честь цієї рослини. На честь цієї рослини названо багато місць в Іллінойсі, Індіані, Манітобі, Мічиґані, Міннесоті, Онтаріо, Саскачевані та Вісконсині, зокрема Маномен, Міннесота та Міномоні, штат Вісконсин; багато озер і струмків мають назву «Райс» (як Райс-Лейк в Онтаріо), «Вайлдрайс», «Дикий рис» або «Зізанія». 

### Комерціалізація
Через його харчову цінність і смак популярність дикого рису зросла наприкінці 20 століття, і комерційне вирощування почалося в США та Канаді, щоб задовольнити підвищений попит. У 1950 році Джеймс і Джеральд Годварди почали експериментувати з диким рисом на лузі площею один акр на північ від Брайнерда, штат Міннесота. Вони побудували дамби навколо поля, вирили канави для дренажу та встановили контроль за рівнем води. Восени обробляли ґрунт. Потім, навесні 1951 року, придбали 50 фунт (23 кг) насіння від Wildlife Nurseries Inc. Вони висіяли насіння в ґрунт, прикопали його і притопили посівну площу. Незважаючи на скептичні прогнози, оскільки їм сказали, що дикому рису потрібна проточна вода, щоб добре рости, насіння проросло і дало врожай. Вони продовжували експериментувати з диким рисом на початку 1950-х років і були першими, хто офіційно став культивувати рослину, раніше відому лише в дикій природі.
У Сполучених Штатах основними виробниками є Каліфорнія і Міннесота (де це офіційне зерно штату), і воно в основному культивується на заплавних полях. У Канаді його зазвичай збирають з природних водойм; найбільшим виробником є Саскачеван. Дикий рис також вирощують в Угорщині та Австралії. В Угорщині вирощування почалося в 1974 році на рисовому полі Сарваш.

### Маньчжурський дикий рис
Маньчжурський дикий рис (кит.: 菰; піньїнь: gū), збираний у дикій природі, колись був важливим зерновим злаком у Стародавньому Китаї. Зараз він дуже рідко зустрічається в дикій природі, і його використання в якості зерна повністю зникло в Китаї, хоча його продовжують культивувати заради його стебел.

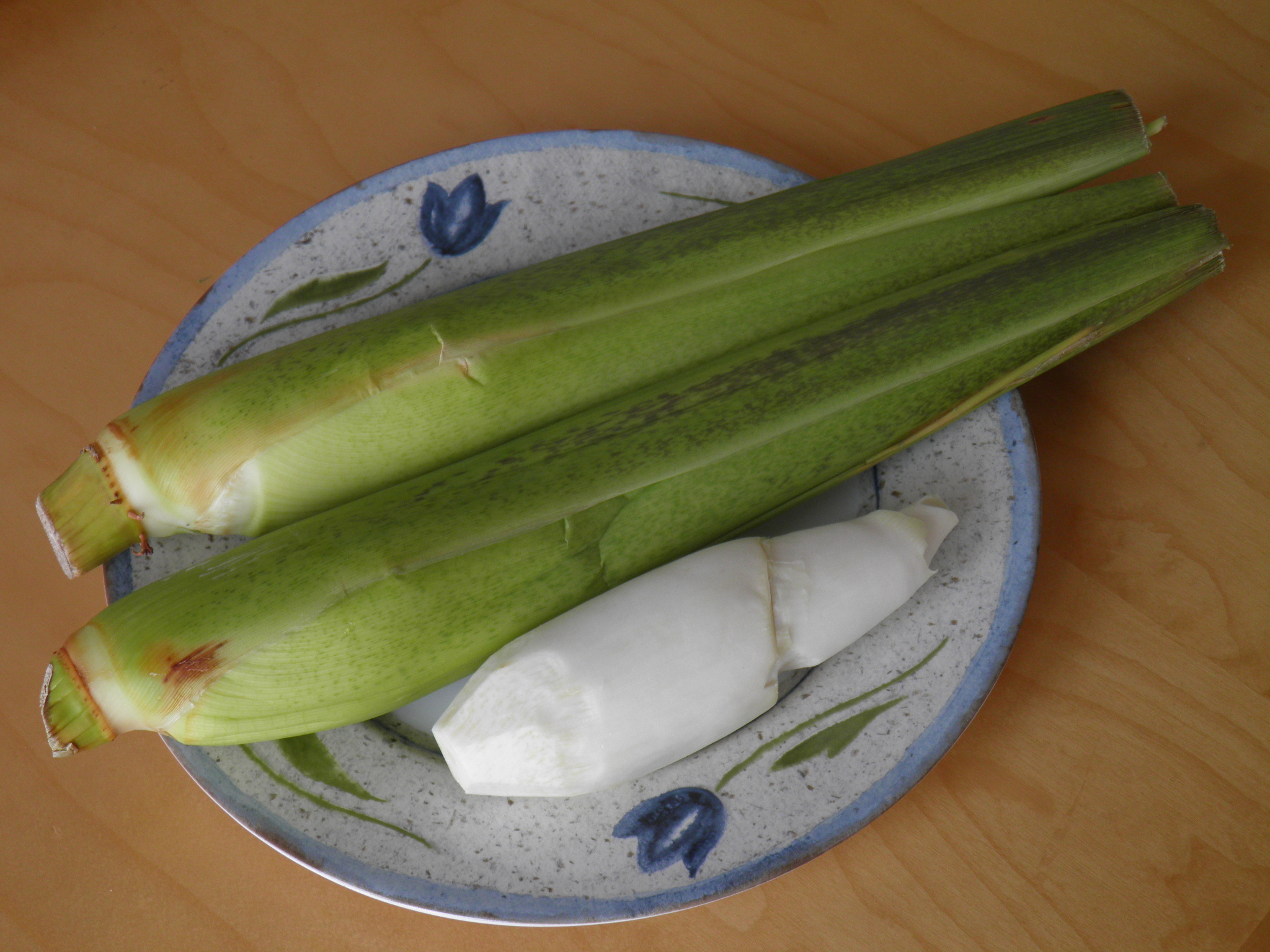
Стебла дикого рису до і після очищення

Набухлі хрусткі білі стебла маньчжурського дикого рису вирощують як овоч, популярний у Східній та Південно-Східній Азії. Стебло набрякає через зараження рослини сажковим грибом Ustilago esculenta. Грибок заважає рослині цвісти, однак культура успішно розмножується вегетативно; інфекція передається від материнської рослини до дочірньої, сприяючи утворенню потовщень, потрібних людям. Збирати врожай потрібно приблизно через 120-170 днів після посадки, після того, як стебло почне набухати, але раніше, ніж інфекція досягне своєї репродуктивної стадії, коли стебло почне чорніти і зрештою розпадеться на спори грибів. 
Цей овоч особливо поширений у Китаї, де він відомий як ґаосун (高筍) або цзяобай (茭白). У Японії він відомий як макомодаке ( ja:マコモダケ). Інші назви, поширені в англійській мові, - коба і водяний бамбук. Імпорт овоча до Сполучених Штатів заборонений, щоб захистити північноамериканські види від сажкового гриба. 

### Харчовий продукт

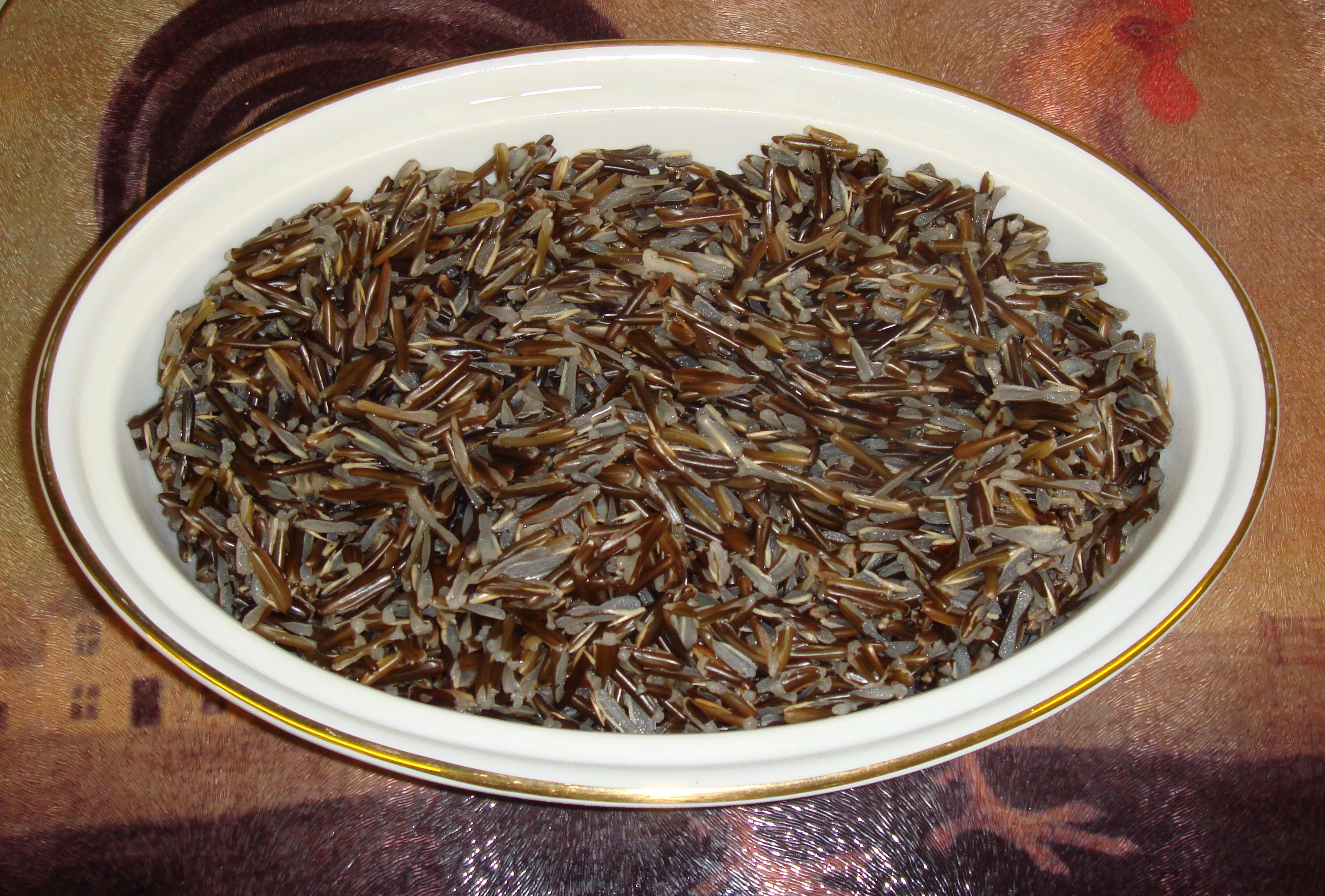
Варений дикий рис

Дикий рис містить відносно багато білку, амінокислоти лізину і харчових волокон, а також низький вміст жиру. Аналіз харчування показує, що дикий рис займає друге місце після вівсу за вмістом білку на 100 калорій. Як і звичайний рис, він не містить ґлютену. Він також є хорошим джерелом деяких мінералів і вітамінів групи В. Одна чашка вареного дикого рису забезпечує 5% або більше добової норми тіаміну, рибофлавіну, заліза і калію; 10% або більше добової норми ніацину, вітаміну B6, фолієвої кислоти, магнію, фосфору; 15% цинку; понад 20% марганцю.
В Україні дикий рис вважається дещо екзотичною стравою, проте відомий як здорова їжа і часом використовується для святкових та вишуканих гарнірів. Може поєднуватись зі сортами звичайного рису та відповідно приправляється.

### Безпека
Насіння дикого рису може бути заражене високотоксичним грибом ріжків, небезпечним при вживанні в їжу. Заражені зерна мають рожеві або фіолетові плями або нарости гриба, розміром від насінини і до в кілька разів більших.

## Археологія дикого рису Міннесоти

### Джерело їжі
Антропологи з початку 1900-х років зосереджували увагу на дикому рисі як джерелі їжі, часто роблячи акцент на збиранні водних рослин у регіоні Верхнього озера народом анішінаабе, також відомим як чіппева або оджибве. Бюро американської етнології Смітсонівського інституту опублікувало книгу «Збирачі дикого рису у Верхніх Великих озерах: дослідження американської первісної економіки» Альберта Ернеста Дженкса у 1901 році. На додаток до своєї польової роботи, беручи інтерв'ю у представників різних племінних громад, Дженкс вивчив рахунки дослідників, торговців хутром і урядових агентів з початку 1600-х до кінця 1800-х років, щоб детально розглянути «абсолютно унікальну економічну діяльність аборигенів, про яку досі не було жодних публікацій». У дослідженні також відзначається важливість дикого рису в епоху торгівлі хутром, оскільки цей регіон був би майже недоступним, якби не наявність дикого рису та можливість його зберігання протягом тривалих періодів часу :1019. Соціальне та економічне значення дикого рису збереглося і в наш час для анішінаабе та інших представників племен північних лісів, незважаючи на доступність інших джерел їжі, які можна було легко отримати.

### Обробка різними культурами

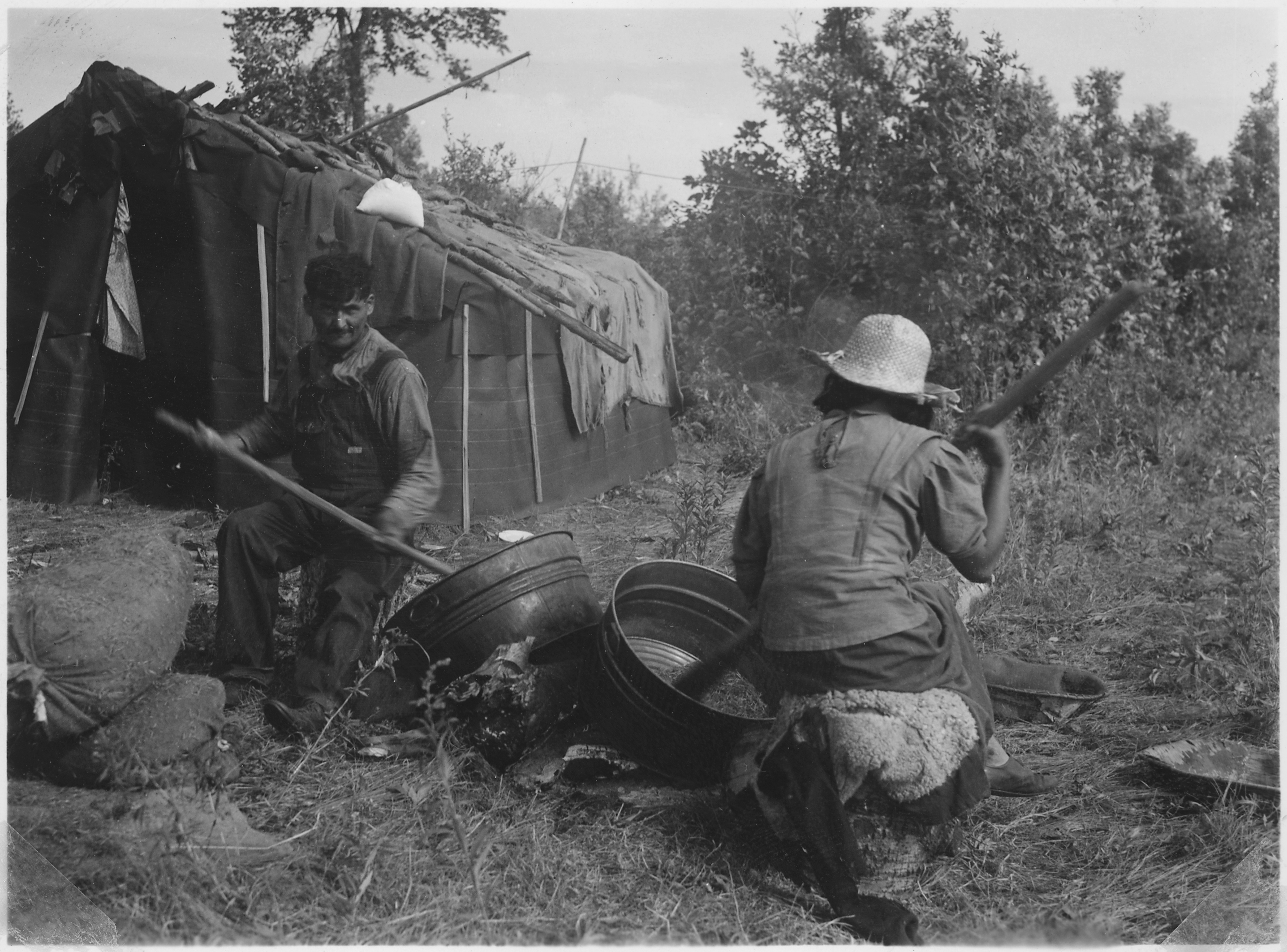
Вінтажне фото під назвою «Пол Баффало з дружиною сушать дикий рис у своєму таборі» — 1934 р.

Довготривале використання дикого рису з давніх-давен до наших часів дало можливість вивчити переробку рослини різними культурами за допомогою археологічних артефактів, залишених під час перебування в сезонних рисових таборах. Ранні етнографічні звіти, племінні звіти та історичні твори також інформують про археологічні дослідження використання людьми дикого рису. Наприклад, географ і етнолог Генрі Скулкрафт у середині 1800-х років писав про западини в землі на березі озера з диким рисом, що росте у воді. Він писав, що переробники дикого рису клали в ями шкури тварин, наповнювали їх рисом і топтали рис, щоб обмолотити його. :1067 Ці лущильні ями є елементом процесу обробки насіння дикого рису, і археологи бачать ці заглибини в стратиграфії ґрунту під час археологічних розкопок сьогодні. Такі історичні свідчення з періоду після контакту в регіоні Верхнього озера зосереджені на методах збирання та обробки збирачами-анішінаабе. Археологічні дослідження переробки дикого рису в американську епоху, до і після створення федеральних індіанських резервацій, також дають інформацію про втрату традиційних районів збирання, як писав торговець хутром 1800-х років і індіанський перекладач Бенджамін Г. Армстронг про сторонніх, «які стверджували, що набули права власності на всі болота і заплавні озера в резерваціях, позбавивши індіанців їхніх рисових полів, журавлинних боліт і сінокосів».
Незважаючи на тісний зв'язок між анішінаабе і диким рисом сьогодні, корінні люди використовували цю їжу для існування ще до їх прибуття в регіон Верхнього озера. Анішінаабе сьогодні були частиною більшої групи алґонкінів, яка залишила схід Північної Америки у багатовікову подорож на захід уздовж річки Святого Лаврентія та Великих озер. В розповідях про міграції анішінаабе трапляється деталь про настанову, що треба йти слідом за гігантською черепашкою молюска в небі до місця, де їжа росте на воді. Ця подорож закінчилася між кінцем 1400-х і початком 1600-х років у країні дикого рису Верхнього озера, коли вони відкрили для себе дикий рис як харчову культуру.

### Передісторія
Археологічні та інші наукові дослідження були зосереджені на доісторичній експлуатації дикого рису людьми, у тому числі: 1) анішінаабе, 2) так званими протоанішінаабе, які, можливо, пізніше трансформувалися в цю культуру з більш ранньої форми, 3) іншими групами корінного населення, які існують сьогодні, наприклад, народом сіу, і 4) археологічно класифікованими культурами періодів Початкового та Кінцевого лісу, чиїх живих нащадків сьогодні важко визначити. Основне археологічне дослідження 1969 року вказало на доісторичну природу збору та обробки дикого рису корінним населенням за допомогою радіовуглецевого датування, що спростовує аргументи деяких європейців-американців про те, що збирання дикого рису почалося лише після контакту. Дослідники перевірили глиняні підкладки з термічними властивостями і лущильні ямки, пов'язані з підсушуванням і обмолотом рослини.
Але точніше датування давності використання людиною дикого рису та появи самої рослини в озерах і струмках були предметом постійних наукових дискусій. Ці суперечки велися навколо таких питань: коли дикий рис вперше з'явився в різних районах регіону? Коли його було достатньо для збору в кількостях, які можна вважати значним джерелом харчування? Яким чином дикий рис може бути пов'язаний із запровадженням кераміки та збільшенням чисельності корінного населення за останні 2000 років? Зокрема, використання дикого рису та його вплив на доісторичних людей на північному сході Міннесоти викликало багато суперечок серед археологів та палеоекологів :2.
Як приклад, археологи поділяють заселення людьми північно-східної Міннесоти на численні періоди часу. Ними є: палео-індіанський період 7000 років тому (5000 до н.е.), що поширюється на невизначений час після того, як льодовики відступили від останнього льодовикового періоду; архаїчний період від 2500 до 7000 років тому (5000–500 рр. до н.е.); Початковий період лісу від 2500 до 1300 років тому (500 р. до н.е.–700 р. н.е.); період Термінального лісу від 1300 до 400 років тому (700–1600 рр. н.е.); та історичний період після цього часу:34–52.Ці приблизні дати є відкритими для обговорення і відрізняються залежно від місця в штаті. Загалом, два напрямки дослідження були зосереджені на археологічному дикому рисі: 1) радіовуглецеве датування обвугленого насіння дикого рису або пов'язаного з ним деревного вугілля, що залишилося від процесу висушування рису, і 2) дослідження збереженого насіння дикого рису, пов'язаного з конкретними доісторичними стилями кераміки, знайденої при розкопках місць обробки. Різні стилі кераміки в північній Міннесоті пов'язані з певними часами початкового та кінцевого періодів лісу, що тягнуться приблизно від 500 р. до н.е. до часу контакту між корінними народами та європейцями. Щоб помістити це в контекст, «хоча кераміка, можливо, з'явилася ще за 2000 років до нашої ери на південному сході Сполучених Штатів, приблизно через 1500 років вона стала очевидною на Середньому Заході». Після контакту з Європою місцеві переробники дикого рису зазвичай відмовилися від керамічних посудин на користь металевих котлів.

### Лісовий період
Період Початкового лісу на північному сході Міннесоти знаменує собою початок використання кераміки та будівництва курганів в археологічних артефактах. У Початковому лісі також спостерігалося збільшення корінного населення. Одна з гіпотез полягає в тому, що дикий рис як джерело їжі був пов'язаний з цими трьома етапами розвитку. Приклад розташування дикого рису на північному сході Міннесоти, ділянка Big Rice у Національному лісі Superior, який вважається класичним місцем типу початкового та кінцевого лісу, ілюструє методом археологічних досліджень використання рослини людьми в часі. Археологічні методи разом з етнографічними записами та усними свідченнями племен, взяті разом, припускають використання цього конкретного місця на березі озера з 50 року до нашої ери.
Сам по собі радіовуглецевий аналіз насіння дикого рису та зразків деревного вугілля з ділянки Біґ-Райс за допомогою прискорювальної мас-спектрометрії (AMS) вказав на місцеве використання цього місця 2050 років тому. Крім того, усі рівні розкопок, які містили виключно кераміку, яка використовувалася лише в період Початкового лісу (відомий як керамічний комплекс Laurel), також включали насіння дикого рису. Згідно з дослідженням, це вказувало на використання дикого рису в період початкових лісів.
Археологи задокументували понад 50 000 черепків кераміки з цього місця з початкового та кінцевого періодів лісу. Зокрема, дослідники проаналізували керамічні уламки кераміки Laurel періоду Початкового лісу та стилі кераміки Blackduck, Sandy Lake та Selkirk періоду Термінального лісу. Кожен тип кераміки мав насіння дикого рису, пов'язане з ним у шарах ґрунту археологічних відкладень. Ці шари ґрунту не були забруднені керамікою інших епох.
Це свідчить про інтенсивну експлуатацію ділянки для переробки дикого рису в ці періоди різними культурами. Наприклад, археологи часто асоціюють кераміку Сенді-Лейк з народом сіу, який пізніше був витіснений анішінаабе та, можливо, іншими алґонкінськими мігрантами. Археологи часто пов'язують кераміку селкірків з народом крі з групи алґонкінів.
Дослідження послідовності пилку в Big Rice вказує на те, що дикий рис існував у «кількостях для збирання» 3600 років тому під час архаїчного періоду. Ця дата припадає на 1600 років до радіовуглецевої дати AMS обробленого людиною обвугленого насіння дикого рису на цьому місці в період Початкового лісу, хоча на сьогодні поки немає жодних археологічних доказів використання людиною дикого рису на цьому місці так далеко в часі:1–2.